# ソコギス目
ソコギス目（学名：Notacanthiformes）は、魚類の分類群の一つ。トカゲギス科・ソコギス科の2科で構成され、底生性の深海魚のみ6属27種を含む。
魚類分類学の世界的な標準とされるNelsonの体系『Fishes of the World』の第3版（1994年）以降、ソコギス亜目 Notacanthoidei としてソトイワシ目の下位に位置付けられるようになり、第4版（2006年）でも同様の分類がなされていた。しかし第5版（2016年）においては、独自のソコギス目とされた。

## 分布・生態
ソコギス目の魚類はすべて海水魚で、世界中の深海に幅広く分布する。その分布範囲は水深125mから4,900mにわたり、特に450-2,500mの範囲に多い。
海底付近を遊泳して生活する底生魚のグループであり、貝類などの軟体動物、ウニ・ヒトデなど棘皮動物や、海綿動物・イソギンチャクのように固着性あるいは動きの遅い底生生物を主な餌としている。カライワシ上目の魚類に共通する特徴として、レプトケファルスと呼ばれる独特な仔魚期をもち、ウナギ類のシラスと同じように表層近くを漂って成長する。ソコギス目の幼生は一般に大型で変態後にはあまり成長せず、成体よりも大きいことすらある。

## 形態
ソコギス目の仲間はウナギのように細長い体型をもち、吻（口先）は前方に突き出す。尾鰭の支持骨格は退化的でしばしば基底の長い臀鰭と連続するなど、形態学的にはソトイワシ類よりもむしろウナギ目に近く、両者を姉妹群として扱う見解もある。尾部の再生力が非常に強く、トカゲ（爬虫類）との類似性が指摘されている。
主上顎骨に後ろ向きのトゲをもつこと、鰓弓と主上顎骨の間に結合組織による結節が存在すること、左右の腹鰭が腹部正中線で結合することが、本目を特徴づける重要な共有派生形質とみなされている。
胸鰭は体の高い位置にあり、腹鰭は腹位で7-11軟条。上顎は主上顎骨と前上顎骨によって縁取られる。浮き袋をもち、鰓条骨は5-23本。

## 分類
ソコギス目にはNelson（2016）の体系において2科6属27種が認められている。FishBaseでは2025年3月時点で7属30種が認められている。
- トカゲギス科 Halosauridae - 3属16種（FishBaseでは3属16種[9]）
  - クロオビトカゲギス属 Halosauropsis
  - トカゲギス属 Aldrovandia
  - トゲトカゲギス属 Halosaurus
- ソコギス科 Notacanthidae - 3属11種（FishBaseでは4属14種[9]）
  - キツネソコギス属 Notacanthus
  - ソコギス属 Polyacanthonotus
  - タヌキソコギス属 Lipogenys